# Kopciuszek (film 2011)
Kopciuszek (niem. Aschenputtel) – niemiecki film familijny z 2011 roku, należący do cyklu filmów telewizyjnych Najpiękniejsze baśnie braci Grimm. Film jest adaptacją baśni Kopciuszek w wersji braci Grimm.

## Fabuła
Kopciuszek mieszka wraz ze swoją okrutną macochą, która traktuje dziewczynę jak służącą. Pewnego dnia w królestwie zostaje organizowany bal, na którym młody książę ma wybrać swoją przyszłą żonę. Na liście kandydatek znajduje się jedna z córek macochy, a zarazem przyrodnia siostra Kopciuszka, Annabella. Macocha ma nadzieję, że Książę wybierze na żonę jej córkę, a Kopciuszkowi zleca bardzo dużo obowiązków, aby nie mogła pójść na bal. Dzięki swoim małym pomocnikom Kopciuszek wykonuje wszystkie zadania i udaje się na bal. Książę zakochuje się w Kopciuszku, jednak dziewczyna musi wrócić do domu przed północą. Uciekając przed macochą, dziewczyna gubi pantofelek. Książę nie poddaje się i postanawia znaleźć swoją ukochaną. Dziewczyna, na którą będzie pasował pantofelek, okaże się jego wybranką. 

## Obsada
- Aylin Tezel: Kopciuszek
- Florian Bartholomäi: książę Viktor
- Barbara Auer: macocha
- Pheline Roggan: Annabella, przybrana siostra Kopciuszka
- Harald Krassnitzer: król Klemens
- Anna Brüggemann: pokojówka Johanna
- Axel Siefer: Benno
- Martin Greif: królewski posłaniec
- Patrick Joswig: rudowłosy sługa

## Plenery
Zdjęcia do filmu powstały w skansenie w Detmold oraz na zamku Anholt.